# Zorita del Maestrazgo
Zorita del Maestrazgo là một đô thị trong tỉnh Castellón, Cộng đồng Valencia, Tây Ban Nha. Đô thị Zorita del Maestrazgo có diện tích 68,8 kilômét vuông, dân số theo điều tra năm 2010 của Viện thống kê quốc gia Tây Ban Nha là 150 người. Đô thị Zorita del Maestrazgo nằm ở khu vực có độ cao 661 mét trên mực nước biển.